# AOL Mail
AOL Mail é um serviço gratuito de e-mail baseado na web (webmail) oferecido pela AOL. O serviço é referido algumas vezes como AIM Mail sendo que o AIM se refere ao AOL Instant Messenger que é o serviço de mensagens instantâneas da AOL. Em 2012, o AOL Mail ganhou uma nova aparência, sua primeira mudança significativa em cinco anos.

## Recursos
O AOL Mail possui os seguintes recursos:
- Capacidade de armazenamento de e-mail: ilimitado
- Tamanho limite para anexos: 25 MB[1]
- Expiração da conta em inativida: 90 dias[2]
- Protocolos suportados: POP3, SMTP, IMAP[3]
- Ligação com outras contas de e-mail de outros prodvedores (como o Gmail e o Hotmail).
- Anúncios: são mostrados quando se esta trabalhando com a conta de e-mail. Links incorporados dento de e-mails são automaticamente desativos e só podem ser ativados pelo usuário do e-mail.[4][5][6]
- Corretor ortográfico
- AIM Panel com a lista completa de amigos, e indicadores de presença online dos amigos, como também atalhos para sites populares patrocinados.
- Capacidade para e-mails não enviados (para mensagens enviados para outra conta AOL ou AIM)
- Domínios: @aol.com e adicionalmente @love.com, @ygm.com (abreviatura para you've got mail), @games.com, e @wow.com[3]
- Supporta SSL/HTTPS depois de fazer o login[7]

## Projeto AOL Phoenix
O novo programa de e-mail da AOL possui como caraterística uma Quick Bar onde e-mails, mensagens de texto, e mensagens do AOL Instant Messenger podem ser mandados de apenas um só lugar. Ele permite também que as pessoas possam adicionar até cinco contas. Ele possui um recurso de busca que irá carregar fotos, anexos, endereços e datas de e-mails. Ele estava sendo testado e só podia ser acessado mediante um convite. O projeto foi descontinuado em setembro de 2011.